# ZD-9379
ZD-9379 je antagonist NMDA receptora.